# Neuvaine des morts
La Neuvaine des Morts, parfois connue sous le nom d'Octave des Défunts, est une neuvaine liée à la commémoration des fidèles défunts du 2 novembre selon une antique tradition catholique : pendant plusieurs jours consécutifs, les fidèles catholiques participent à divers actes de dévotion en suffrage des âmes du purgatoire par des prières, confession, communion et œuvres de charité.

## Nomenclature: septain, octave et neuvaine des Morts
Plusieurs termes peuvent se référer à des réalités très proches et leur usage varie selon les circonstances historiques. 
Le septain pour les morts est une dévotion de sept jours en suffrage des défunts, dont l'origine est attribuée à Saint Nicolas de Tolentino. Il peut être offert comme offrande de messes, comme un trentain grégorien.
L'octave des morts est une dévotion de huit jours, qui apparaît après la réforme liturgique du pape Pie V, mais dont la durée semble varier entre sept et huit jours, avant de devenir particulièrement populaire au XIXe siècle. Contrairement aux octaves liturgiques de Noël, Pâques ou Pentecôte, elle n'a jamais été mentionnée dans le calendrier liturgique. L'octave commence le jour de la fête, i.e. le 2 novembre, et se prolonge jusqu'au 10 novembre.
La neuvaine des morts, d'origine plus ancienne, est une dévotion de neuf jours. Le plus souvent célébrée comme une neuvaine préparatoire à la commémoration des fidèles défunts, elle commence le 24 octobre.

## Histoire

### Une antique tradition romaine christianisée: lesParentalia
L'origine de la Neuvaine des Morts peut être retracée à un festival de la Rome antique connu sous le nom de Parentalia. Dans la Rome antique, les Parentalia ou dies parentales était une célébration de neuf jours organisée en l'honneur des ancêtres de la famille, à partir du 13 février. A l'instar de nombreuses autres traditions romaines, les Parentalia ont été christianisées avec la conversion de l'Empire romain. 
Alors que dans l'Antiquité tardive, le philosophe Macrobe se joint encore aux parentalia, le père de l'Eglise latine, Saint Augustin, conseille aux chrétiens de ne pas imiter cette coutume païenne dont l'Écriture sainte ne donne aucun exemple. Par la suite, le Pseudo-Alcuin répète le même conseil, en invoquant l'autorité de saint Augustin et, de façon encore plus nette, Jean Beleth au XIIe siècle.
Malgré tout, dans les célébrations mortuaires chrétiennes, on trouve celle du neuvième jour avec celles du troisième et du septième. Les Constitutiones Apostolicae en parlent déjà. La coutume existait surtout en Orient, mais on la trouvait aussi chez les Francs et les Anglo-Saxons. Même si elle se rattachait à une pratique païenne antérieure, elle ne comportait quand même aucune trace de superstition. Un deuil de neuf jours avec messe quotidienne était naturellement un luxe, que seules pouvaient se permettre les classes les plus élevées. Les princes et les riches ordonnaient pour eux-mêmes une telle cérémonie dans leurs testaments ; et de tels ordres se retrouvent même dans les testaments de papes et de cardinaux. A ce jour les Novemdiales se célèbrent encore pendant neuf jours à la suite du décès du Souverain Pontife.

### Nicolas de Tolentino et lasettenariopour les âmes du Purgatoire
Au Moyen Âge, près de mille ans après les réserves émises par Saint Augustin, la neuvaine des Morts est devenue une tradition chrétienne et promue ainsi par le frère augustin du XIIIe siècle, Nicolas de Tolentino. En revanche, la neuvaine est réduite à sept jours, ou settenario. L'hagiographie rapporte qu'une nuit, il était dans un couvent des Augustins près de Pesaro et pendant qu'il dormait, dans un rêve, il entendit une voix l'appeler en se plaignant :
« Frère Nicolas, homme de Dieu, regarde-moi. Je suis le frère Pellegrino da Osimo que vous avez rencontré de votre vivant. Je suis tourmenté par cette flamme. Dieu, acceptant ma contrition, ne m'a pas condamné au châtiment éternel mais par sa miséricorde au châtiment du purgatoire. Je vous demande donc humblement de célébrer la messe des morts pour me libérer de ces flammes ». 
Nicolas aurait répondu: « Aide-toi, frère, mon Sauveur par le sang duquel tu as été sauvé; mais je suis chargé de célébrer la messe conventuelle, surtout demain qui est dimanche, dont le rite liturgique doit être respecté, je ne peux pas célébrer la messe des morts ». 
Et le Frère Pellegrino de répondre en retour : "Venez, vénérable père, venez voir s'il vous semble convenable de rejeter sans pitié l'appel de tant de misérables qui m'ont envoyé". Et il lui montre la plaine vers Pesaro pleine de monde. Puis il ajoute : « Aie pitié, Père, d'une si misérable multitude qui attend ton aide si utile. En fait, si vous pouviez prier pour nous, la plupart d'entre nous seraient libérés de ces tourments atroces ». Au réveil, Nicola se mit à prier, puis demanda au prieur la permission de célébrer la messe pour les âmes du purgatoire pendant toute la semaine. Après cette semaine, frère Pellegrino lui apparut de nouveau, le remerciant de l'avoir sorti du purgatoire et lui disant que la plupart des gens qu'il avait vus en songe dans la plaine de Pesaro jouissaient déjà de la gloire de Dieu.
Pour Nicolas de Tolentino, il s'agit donc de célébrer avec dévotion sept messes à l'intention des fidèles défunts. La dévotion se répand comme une dévotion de sept jours ou settenario, en écho de sept jours de la Création dans la Genèse. 
Malgré cela, la pratique de la neuvaine ne devient pas encore une dévotion reconnue par tous les chrétiens. A la fin du XVe siècle, l'évêque Durandus dans son Rationale publié à Naples en 1478, écrivant sur l'Office des Morts, remarque que « certains ne l'ont pas approuvé, afin de ne pas avoir l'air de singer les coutumes païennes ».

### La Réforme et la neuvaine des morts
Martin Luther s'opposant à l'existence du Purgatoire, s'oppose par là-même à la célébration de la neuvaine pour les morts. Avec la Contre-Réforme, cette pratique est néanmoins entérinée par l'Eglise catholique, mais elle est simplifiée et davantage encadrée. Un rescrit de la Sacrée Congrégation des Rites du 22 avril 1633 nous informe que de telles neuvaines de deuil, officia novendialia ex testamento, étaient connues et autorisées de façon générale dans les églises de religieux. Aussi, la célébration mortuaire pour les cardinaux se simplifie, jusqu'à ce que finalement elle soit réglée et fixée par la Constitution Praecipuum de Benoît XIV, le 23 novembre 1741. Pour les défunts pontifes on retient le deuil des neuf jours qui ainsi en vint à être appelé tout simplement novenario. L'usage s'est perpétué et se compose principalement d'une neuvaine de Messes pour les défunts. 
La neuvaine des morts se fixe autour du 2 novembre avec d'autres grands promoteurs à travers les siècles, comme Alphonse de Liguori, qui, dans les années 1780, écrira une méditation sur la neuvaine des morts, parmi ses derniers ouvrages avant sa propre mort.

### Neuvaine des morts et conférences à la Restauration
Si la tradition de la neuvaine des morts se répand au-delà de l'Italie, les mouvements révolutionnaires provoqués par la Révolution française mettent un coup d'arrêt à leur célébration, parfois aussi par manque de moyens humains et financiers. C'est seulement avec la Restauration que la neuvaine des morts reprend, et retrouve une place importante dans la vie des confréries de pénitents. Dans un souci pastoral, de nombreuses prières comme le Dies iræ ou le De Pronfundis sont traduites en langue vulgaire ou paraphrasées pour permettre aux fidèles d'avoir accès à leur sens. 
En 1850 en Italie, la neuvaine des morts était redevenue un grand évènement populaire que tous les journaux relayaient. Ce renouveau est aussi encouragé par Rome et ainsi les novendiales precum et Missarum devotiones pro defunctis ont été approuvés par Grégoire XVI, le 11 juillet 1853 ([sic]) et enrichis d'indulgences pour une confrérie agonizantium en France. La neuvaine est aussi vue comme une pastorale appropriée pour redonner une catéchèse aux catholiques lapsi, comme au Mans où l'évêque essaie de lancer la dévotion en 1862, en parallèle des Conférences de Carême qui ont lieu pendant l'autre moitié de l'année. Ces catéchèses et sermons ont fait l'objet de publication pour l'édification des fidèles, les prédicateurs itinérants, le plus souvent franciscains, dominicains, ou jésuites rivalisant d'éloquence pour déclamer leur Novenario di discorsi dei defunti in forma apologetica.

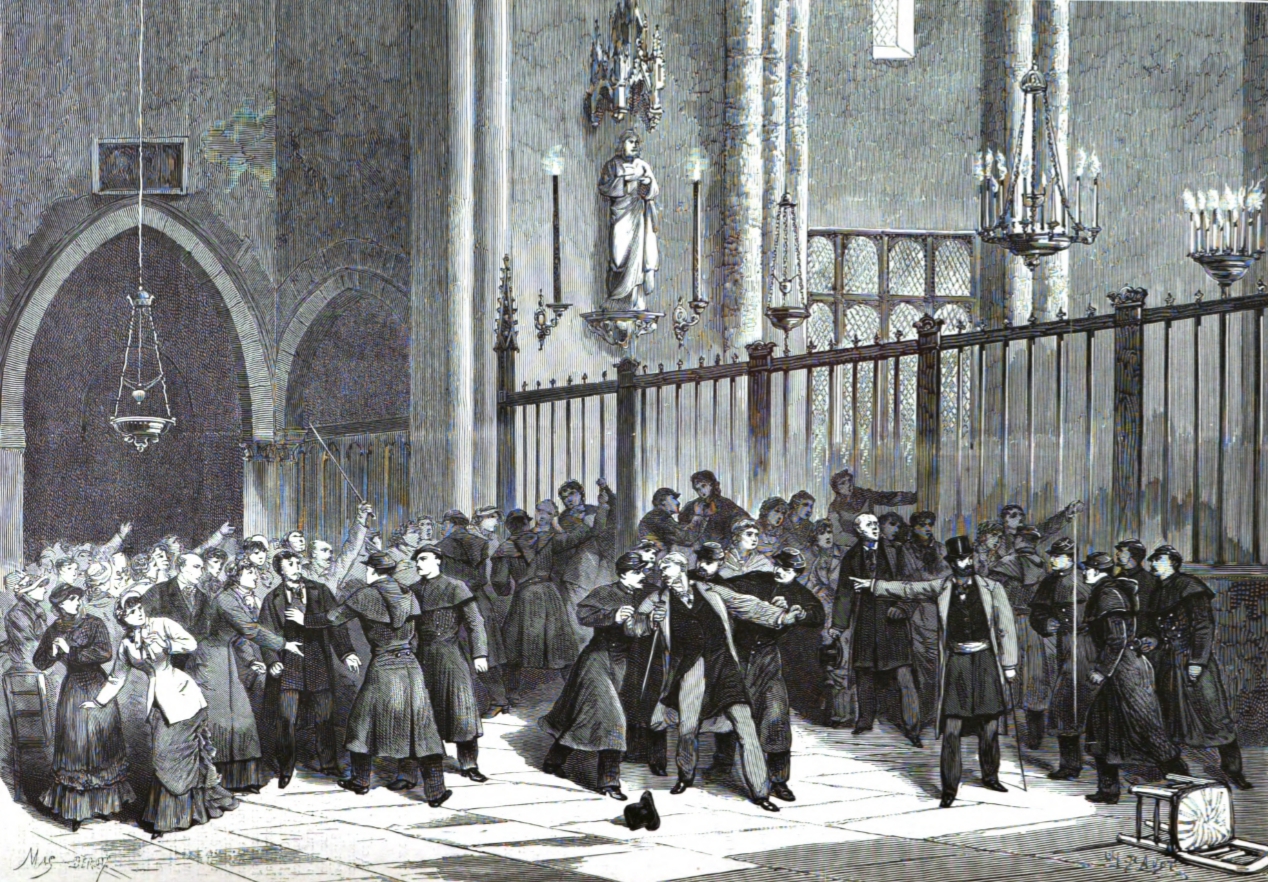
Évacuation de la chapelle du couvent des Capucins, rue de la Santé, novembre 1880, lors de la neuvaine des morts, par la Préfecture de Police de Paris.

Le succès de la neuvaine des morts se confronte à la montée en puissance des mouvements anticléricaux arrivés au pouvoir depuis 1880 en France. Lors de la neuvaine des morts qu'ils prêchent, les frères capucins sont expulsés de force par le préfet de police et évacués sur ordre du préfet Louis Andrieux de leur chapelle rue de la Santé à Paris.
Vers la fin du XIXe siècle, la neuvaine s'est répandu partout en France, comme en Normandie, où les proches de Sainte Thérèse de Lisieux, participent aux sermons, lors de son voyage à Rome en novembre 1887.

### Guerre mondiale et neuvaine des morts
L'hécatombe de la Première Guerre Mondiale donnera une autre tonalité à la neuvaine des morts dès 1915, comme en témoigne aussi le teneur des sermons donnée par le dominicain Marie-Joseph Lagrange à Grenoble du 1er au 10 novembre 1915. La signature de l'Armistice le 11 novembre renforcera la tendance à célébrer une neuvaine non plus préparatoire mais sur le modèle de l'octave commençant le jour de la fête et donc du 2 au 11 novembre, pour confier à Dieu l'âme de tous les soldats morts au combat. 

« Les nombreux deuils de la guerre nous invitent à célébrer plus pieusement que jamais notre neuvaine traditionnelle des morts. »

— Bulletin paroissial de Saint-Sulpice, 1919
Après la Guerre, ces neuvaines pour les morts sont suivis pas des foules importantes, comme à Gênes sous l'épiscopat du Cardinal Carlo Dalmazio Minoretti. 

### Mort et modernité: le renouveau nécessaire de la Neuvaine
Après le Concile Vatican II, la tradition de la Neuvaine des morts s'est perdue dans certaines communautés. Si depuis le constat fait par le futur pape Benoît XVI dans son livre La mort et l'au-delà, il est vrai que le monde vit une crise de foi eschatologique, la neuvaine des défunts a certainement souffert de cette crise. 
Pourtant, la Sacrée Congrégation pour le Culte divin continue de promouvoir cette neuvaine, en autorisant le 2 février 1970, l'anticipation de la commémoration des fidèles défunts au Cambodge dans une autorisation signée par le Cardinal Benno Gut, préfet de la Congrégation et son secrétaire, Annibale Bugnini. La neuvaine des morts y est depuis célébrée en lien avec la fête locale de Pchum Ben, soit entre un mois et deux semaines plus tôt l'Eglise universelle. La neuvaine s'étend aux "dierum festorum traditionalium, quae quotannis peragi solent in honorem Mortuorum" (jours traditionnels qui sont célébrés annuellement en l'honneur des morts), ce qui correspond à une double octave de quinze jours, similaire dans sa durée à l'Oktav célébrée au Luxembourg, ce qui en fait la plus longue célébration de la neuvaine des morts.
Ainsi, la neuvaine des morts demeure une tradition vivante, particulièrement loin de zones urbaines, notamment dans les pays de jeune chrétienté comme en Amérique latine ou aux Philippines, ou dans des zones d'antique chrétienté comme en Corse et en Sicile, même si certains prêtres ont signalé un risque d' "inversion des choses" où le culte de morts remplacerait la foi.

## Indulgences
L'Église catholique accorde sous les conditions habituelles une indulgence plénière applicable uniquement aux âmes du purgatoire, à chaque fidèle qui visite un cimetière et prie pour les défunts, ne serait-ce que mentalement, entre le 1er et le 8 novembre (indulgence gagnable quotidiennement), ou qui le jour des fidèles défunts, ou bien avec le consentement de l'Ordinaire (le dimanche précédent ou suivant), ou le jour de la Solennité de la Toussaint, visite pieusement une église ou un oratoire et y récite le Notre Père et le Credo,. Depuis le 27 octobre 2021, le Pape François a prolongé par décret ces indulgences pour les fidèles décédés à tout le mois de novembre.

## Traditions
La Neuvaine des Morts commencent d'habitude le 24 octobre, mais elle est parfois anticipée au 23, et elle finit le 2 novembre, par la commémoration des fidèles défunts, même si certaines localité célèbrent un double de cette neuvaine à partir du 2 jusqu'au 11 novembre.

### Pèlerinage à la Crypte des Capucins
S'il est obligatoire de se rendre à la tombe des défunts pour obtenir l'indulgence plénière, il est aussi de tradition, durant la neuvaine des morts, de se rendre en pèlerinage à une crypte des Capucins, comme il en existe des célèbres comme celle à Rome en l'Église Santa Maria della Concezione dei Cappuccini.

### Processions au Cimetière
En plus du chant de l'Office des Morts autour d'un catafalque, les confréries de pénitents se rendent souvent en procession aux cimetières durant la neuvaine des morts.

### Traditions culinaires
Dans plusieurs pays catholiques, le jour des défunts et ses prières sont associés à la fabrication de mets propres à cette commémoration, tels le pain de mort ou les calaveras au Mexique pour le Jour des morts, la frutta di Martorana en Sicile ou le pain des morts en Corse ou en Lombardie. En Ligurie, pendant toute la neuvaine, on mangeait particulièrement du stockfish, des baletti, ou châtaignes bouillies; et des bacilli, ou fèves sèches.

### Traditions locales

#### Sicile
En Sicile, la neuvaine des morts fait partie du patrimoine populaire. S'il existe de nombreuses autres neuvaines, la neuvaine des morts est la plus populaire aux yeux des Siciliens.
A Monreale, les processions funéraires de la neuvaine des morts sont accompagnées de lamentu à la zampogna.

#### Corse
En Corse, la neuvaine préparatoire des morts est encore célébrée, notamment à Bonifacio et à Sartène. François Canoninici décrit ainsi cette neuvaine :

« La neuvaine commence par des prières, puis un chanteur entame les Litanies de la Vierge Marie reprises en chœur par les autres participants. A la fin des litanies, l'assistance se lève pour l'émouvant De Profundis qui précède les trois couplets du pathétique chant "Vi adoro" interprété chaque soir par un chanteur différent. Ce chant s'achève ainsi : Laudate sempre sià, il nome di Gésu e di Maria. Le dernier jour de la neuvaine ce chant est remplacé par un majestueux Laudate Dominum. C'est ce jour- là, instant émouvant, que tous les chanteurs viennent se placer autour du catafalque dressé dans l'allée centrale pour interpréter le Libera me. »

— François Canonici, San Franzé de Bonifacio : La mort, son rituel, ses traditions, ses croyances, 1999

#### Dauphiné
À Grenoble, la Confrérie du Suffrage à la Collégiale Saint-André célèbre la neuvaine des morts du 2 novembre au 11 novembre.

#### Piémont
À Gurro, les bouviers assistaient à la messe diurnale de l'octave à quatre heures du matin, avant d'aller faire paître leurs bœufs : à défaut d'argent, ils rapportaient des châtaignes qui seraient plus tard vendus pour faire célébrer d'autres messes de suffrage en faveur des défunts.